# Danmarksturneringen i kvindefodbold
Danmarksturneringen i kvindefodbold (eller Kvinde-DM) er en fodbold-turnering arrangeret af Dansk Boldspil-Union siden 1973. Vinderen af turneringens bedste række kåres til Danmarksmester i kvindefodbold.

## Danmarksturneringens struktur og forløb
Danmarksturneringen består (pr. 2021-22) af 3 rækker der alle er administreret af Dansk Boldspil-Union. En sæson for divisionerne og den underliggende serie indledes i efteråret (1. juli – 31. december) og afsluttes i foråret (1. januar – 30. juni) det efterfølgende år, hvor holdene spiller mod hinanden et fastsat antal gange. En sejr giver 3 point, et uafgjort resultat giver 1 point, mens et nederlag giver 0 point. Holdet, der ved sæsonens afslutning har flest point vinder rækken.

### Divisioner
Et samlet overblik over de bedste niveauer indenfor kvindefodbold i Danmark:
| Niveau | Rækker, navne, antal hold                | Rækker, navne, antal hold                | Rækker, navne, antal hold                | Rækker, navne, antal hold                | Rækker, navne, antal hold                | Rækker, navne, antal hold                |
| ------ | ---------------------------------------- | ---------------------------------------- | ---------------------------------------- | ---------------------------------------- | ---------------------------------------- | ---------------------------------------- |
| 1      | Elitedivisionen – Elitedivisionen 8 hold | Elitedivisionen – Elitedivisionen 8 hold | Elitedivisionen – Elitedivisionen 8 hold | Elitedivisionen – Elitedivisionen 8 hold | Elitedivisionen – Elitedivisionen 8 hold | Elitedivisionen – Elitedivisionen 8 hold |
| 2      | Kvinde 1. division 8 hold                | Kvinde 1. division 8 hold                | Kvinde 1. division 8 hold                | Kvinde 1. division 8 hold                | Kvinde 1. division 8 hold                | Kvinde 1. division 8 hold                |
| 3      | Kvinde 2. division, Pulje 1              | Kvinde 2. division, Pulje 1              | Kvinde 2. division, Pulje 1              | Kvinde 2. division, Pulje 2              | Kvinde 2. division, Pulje 2              | Kvinde 2. division, Pulje 2              |

## Danmarksturneringens historie
Dansk Boldspil-Union overtog arrangeringen af Danmarksmesterskabet i kvindefodbold siden 1972 fra Dansk Kvinde Fodbold Union i 1972, da man inkluderede kvindefodbolden i fodbold, hvorefter den første turneringsvinder, Ribe Boldklub, kunne kåres i 1973.